# Podofillina
La podofillina è un principio attivo capace di distruggere i condilomi. Questa sostanza impedisce la mitosi cellulare, che nelle cellule infette è accelerata, disgregando l'infezione. È disponibile anche in Italia in una crema commercializzata con il nome Wartec.

## Produzione
La podofillina è un estratto derivato dai rizomi di alcune particolari varietà di piante del genere Podophyllum.

## Indicazioni
Viene utilizzato, oltre che per combattere i condilomi, come terapia contro la comparsa di verruche genitali esterne.

## Controindicazioni
Sconsigliato per i bambini, da evitare in caso di gravidanza.